# 가르시 로드리게스 데 몬탈보

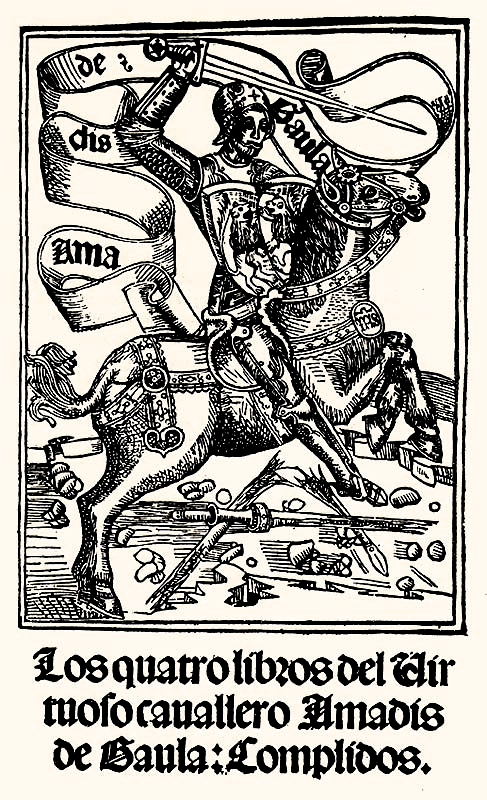
아마디스 데 가울라의 네 권의 책, 사라고사: 호르헤 코시, 1508

가르시 로드리게스 데 몬탈보 (Garci Rodríguez de Montalvo,  1450c. – 1505)는 14세기에 알려지지 않은 작가가 세 권의 책으로 처음 썼던 기사 문학 아마디스 데 가울라의 현대판을 편찬한 카스티야인 작가이다. 몬탈보는 원작 시리즈에 네 번째 책을 추가하고, 그 뒤를 이어 라스 세르가스 데 에스플란디안이라는 속편을 썼다. 몬탈보가 가장 자주 언급되는 것은 주로 그 책 안에서 캘리포니아라는 단어를 만들었기 때문이다.
몬탈보는 다음과 같은 여러 다른 이름으로 불린 것으로 알려져 있다. 가르시 오르도녜스 데 몬탈보, 가르시아 구티에레스 데 몬탈보 그리고 가르시아 데 몬탈보 엘 비에호.

## 전기
몬탈보는 스페인 바야돌리드도의 메디나델캄포에서 태어났다. 그는 메디나의 의회 정책을 지배했던 일곱 가문 중 하나인 폴리노 혈통에 속하는 영향력 있는 가문 출신이었다. 이 혈통은 보탈로르노의 8대 영주 마르틴 구티에레스 데 몬탈보에서 비롯되었다. 한때 몬탈보는 메디나델캄포 시의원 직함을 가졌고 주변 마을의 서기였다. 1482년에는 메디나델캄포에서 그라나다도의 알하마를 지키기 위해 파견된 부대에 속해 있었는데, 알하마는 최근 무어인에게서 탈환된 곳이었다.
가르시 로드리게스 데 몬탈보에게는 페드로 바카, 후안 바카 몬탈보, 프란시스코 바카 세 자녀가 있었다. 그의 손자 가르시아 데 몬탈보는 1540년경 베네수엘라와 페루 정복에 참여했으며 페르난데스 데 오비에도의 정보원이었다.
바야돌리드 대법원에서 진행된 소송 기록에 따르면 몬탈보는 1505년까지 사망했다. 그의 작품 대부분은 그의 사후에 출판되었을 가능성이 있다.

## 라스 세르가스 데 에스플란디안
몬탈보는 가울라의 아마디스 소설을 번역하고 재구성하며 자신의 네 번째 책을 추가하는 데 여러 해를 보냈다. 그런 다음 그는 아마디스의 장남의 삶과 방랑을 다룬 속편인 라스 세르가스 데 에스플란디안(에스플란디안의 모험)을 썼다. 속편에서 몬탈보는 인도의 서쪽에 있는 신화적인 캘리포니아섬을 다음과 같이 묘사했다.
알라. 인도의 오른편에는 지상 낙원에 매우 가까운 캘리포니아라는 섬이 있음을 알라. 그리고 그곳은 남자 없이 흑인 여성들로 채워져 있으며, 그들은 아마조네스의 방식으로 산다.

이 소설은 에르난 코르테스와 다른 탐험가들이 북아메리카 서해안을 따라 놓여 있다고 믿었던 "섬"을 발견하는 데 큰 영향을 미쳤다. 1539년, 코르테스의 위임을 받아 항해하던 프란시스코 데 울로아는 칼리포르니아만과 바하칼리포르니아반도 해안을 탐험하여 그곳이 섬이 아니라 반도임을 확인했다. 그럼에도 불구하고 캘리포니아를 섬으로 보는 지도학적 오개념은 18세기까지 많은 유럽 지도에 계속 남아 있었다.
이 사가는 후대 작가들의 책으로 이어졌다. 이 책들에는 여섯 번째 소설인 플로리산도(루이스 파에스 데 리베라, 1510년), 이어서 그리스의 리수아르테(펠리시아노 데 실바, 1514년), 그리스의 리수아르테(후안 디아스, 1525년), 그리스의 아마디스(펠리시아노 데 실바, 1530년) 등이 있다.

## 같이 보기
- 칼라피아
- 캘리포니아주의 역사
- 캘리포니아 이름의 유래